# 부산도시공사
부산도시공사(釜山都市公社)는 대한민국 부산광역시의 도시 개발을 위해 설립된 공기업이다.

## 연혁
- 1991.01 부산직할시도시개발공사 설치조례 공포(부산시조례 제2776호). 공사 창립, 김병효 초대사장 취임 – 범일동 눌원빌딩
- 1991.03 공사 C.I 공모 및 확정
- 1991.04 도시개발대행계약체결(부산시 → 공사)
- 1991.06 「반송지구 택지개발사업」공사착공. 동삼2지구 택지개발사업」공사착공
- 1991.08 「사원상조회」 발족.「부곡지구 영구임대주택」입주 – 553세대
- 1991.10 「엄궁지구 택지개발사업」공사 착공
- 1991.10 「엄궁지구 택지개발사업」공사 착공
- 1991.11 「문현종합금융단지 사업참여 협약」체결 – 금융단
- 1991.12 「다대5」,「화명3지구 택지개발사업」공사착공
- 1992.04 「다대3지구 국민주택」입주 – 2,034세대 / 제2차 직제개편 (3개과 10명 증설 – 전산.관재.보상2과)
- 1992.05 노동조합 설립
- 1992.07 「다대3지구 택지개발사업」준공
- 1992.10 모범사원 선진지 견학 (국내)
- 1993.02 「해상신도시」기본설계용역 보고회
- 1993.05 「학장1지구 택지개발사업」준공
- 1993.06 「학장1지구 영구임대 주택」입주 – 720세대
- 1993.07 「학장2지구 근로복지 주택」입주 – 999세대
- 1993.08 사보「도시의문」창간
- 1993.09 「민락동공유수면매립사업」인수(부산시 -’92.8.1기 착공). 「다대5지구 주택건립공사」착공. 「다대5지구 택지조성공사」행정대집행 – 사하구청.
- 1993.10 「동삼1지구 영구임대주택」입주 – 400세대. 사옥건립 기공식 – 부전동 (구)광무여중 부지.
- 1993.11 해외 선진경영사업 비교견학 (싱가폴 외)
- 1993.12 공사장기발전계획」연구용역 완료. 「만덕3지구 택지개발사업」공사착공.
- 1994.01 제3차 직제개편 (정원 증9명)
- 1994.04 「동삼1지구 택지개발사업」준공
- 1994.05 「동삼1지구 국민주택」입주 – 1,000세대
- 1994.06 「개금2지구 택지개발사업」준공
- 1994.07 「사원한마음공동체교육」실시 – 송정. 개금2지구 국민주택」입주 – 2,210세대
- 1994.09 「덕천2지구 택지개발사업」사업준공.「덕천2지구 국민주택」입주 – 825세대.
- 1994.10 「종합경영정보시스템」1단계 개발 착수
- 1994.10 「종합경영정보시스템」1단계 개발 착수
- 1994.11 우수사원 해외선진경영사업 비교견학. 「덕천2지구 영구임대주택」입주 – 990세대.
- 1994.12 일본「대판부주택공급공사」자매결연 - 파라다이스호텔.「반송지구 택지개발사업」준공.
- 1995.01 제4차 직제개편 – (5개과 12명 증원, 기획조정실 신설). 제1회 신규사원 공개채용. 양궁팀 창단 – 감독1, 선수 5명.
- 1995.02「동삼2지구 영구임대주택」입주 – 1,120세대.「반송 지구 영구임대주택」입주 – 1,050세대.
- 1995.03 제2회 경력사원 공개채용. 「다대4지구 택지개발사업」준공
- 1995.04 제2대「서종수」사장 취임
- 1995.05 다대4지구 국민주택」입주 – 1,496세대
- 1995.06 「다대4지구 영구임대주택」입주 – 1,920세대
- 1995.08 PC통신 EYES 공사 IP 개설 (go Pudco)
- 1995.09 공사「경영개선방안」연구용역 완료
- 1995.10 「동삼절영 아파트」입주 – 2,460세대
- 1995.11 신축사옥 준공입주 – 부전2동
- 1995.12 「화명2지구 택지개발사업」착공.「반송 지구 택지개발사업」준공.「사내근로복지기금」설립 – 최초 출연 5억. 다대5지구 택지개발사업」준공.「동삼절영3차 아파트」입주 – 360세대. 화명3지구 택지개발사업」제1공구 준공.